# São Sebastião (Bernini)
São Sebastião é uma escultura criada pelo artista italiano Gian Lorenzo Bernini nos anos de 1617 e 1618. A obra representa o mártir cristão São Sebastião preso a uma árvore, com flechas perfurando o seu corpo. Seu tamanho é menor que o natural. A escultura faz parte da coleção privada de Carmen Cervera e encontra-se atualmente no Museu Thyssen-Bornemisza, em Madrid.